# ثورة نواب حزب العمال الكندي 1937

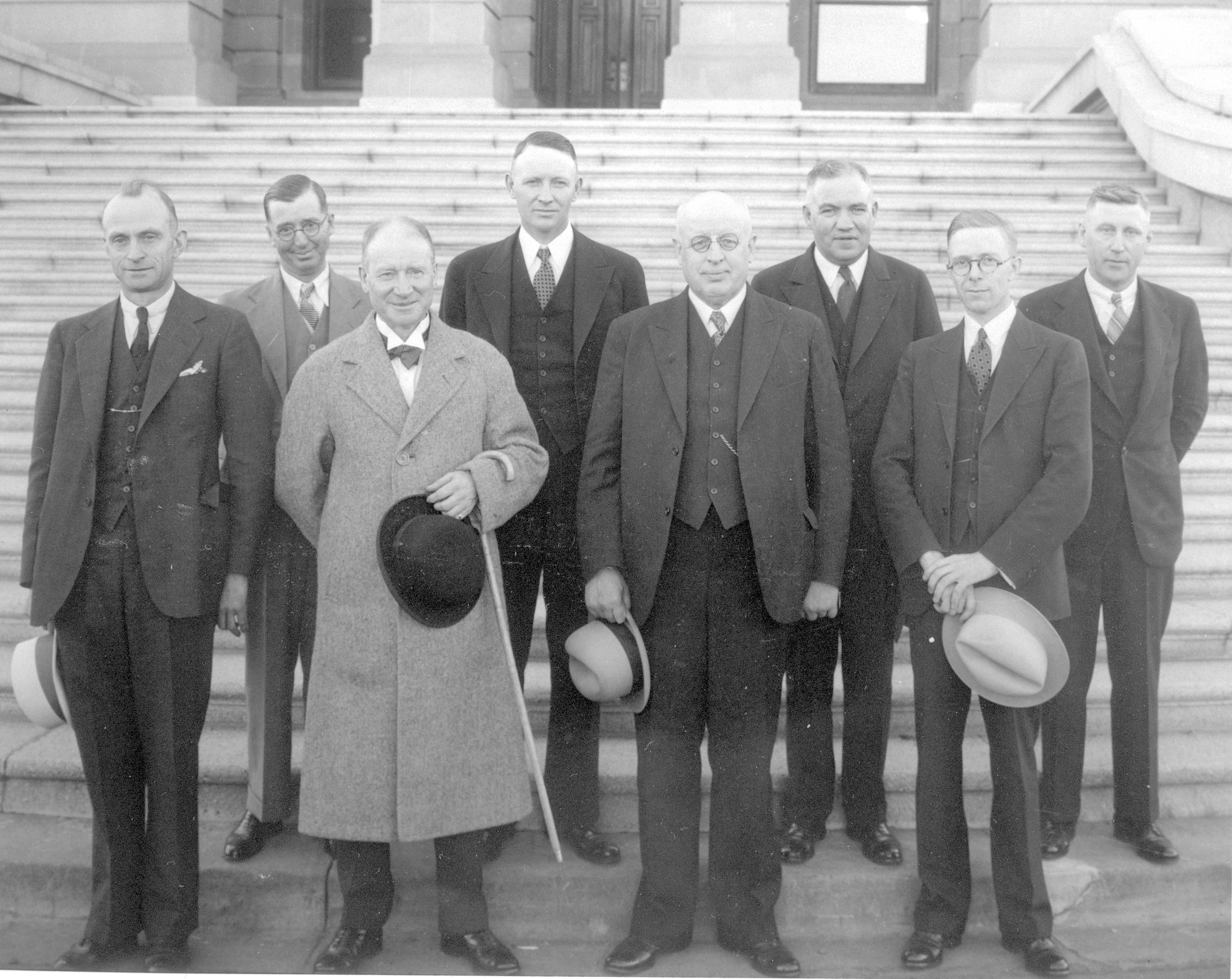
ظل مجلس الوزراء وليام أبيرهارت الأول ، المصور معه عام 1935 ، على حاله حتى أواخر عام 1936. بحلول شهر أغسطس 1937 ، استقال أربعة من أعضائه الثمانية أو طُردوا.

ثورة فقراء الائتمان الاجتماعي لعام 1937 حدثت في مارس إلى يونيو 1937 في مقاطعة ألبرتا الكندية. وكانت ثورة ضد رئيس الوزراء ويليام ابرهارت من قبل مجموعة من نواب حزب العمال (ليست جزءا من مجلس الوزراء) أعضاء الجمعية التشريعية من بلدة حزب الائتمان الاجتماعي. نتيجة عدم رضا المنشقون عن إخفاق أبرهارت في منح ألبرتانز أرباحًا شهرية بقيمة 25 دولارًا كنديًا من خلال الائتمان الاجتماعي كما وعد قبل عام 1935. عندما لم تتخذ الحكومة في 1937 أي إجراء لتنفيذ أرباح الأسهم، ثار العديد من أصحاب الامتيازات بشكل علني وهددوا بهزيمة الحكومة في تصويت بالثقة.
وقع التمرد في فترة من الاضطراب لأبرهارت وحكومته إلى جانب الدعامات المنشقين، واستقال على إثرها نصف الحكومة أو تم إطلاقه على مدار أقل من عام. واجه أبهارت أيضًا انتقادات لتخطيطه لحضور تتويج جورج <span typeof="mw:Entity" id="mwFw">&nbsp;</span> سادساً على نفقة المقاطعة وخنق محاولة الاستدعاء ضده من قبل ناخبي دائرته الانتخابية.
بعد جدل عاصف تم فيه التشكيك في بقاء الحكومة، تم التوصل إلى حل وسط تنازلت فيه حكومة أبرهت عن سلطة كبيرة للجنة من الخلفاء. جندت هذه اللجنة، التي يسيطر عليها المتمردون، خبيرين للائتمان الاجتماعي البريطاني للحضور إلى ألبرتا وتقديم المشورة بشأن تنفيذ الائتمان الاجتماعي. كان من بين الخطوات الأولى للخبراء المطالبة بتعهد الولاء من MLAs الائتمان الاجتماعي. وقعت كلها تقريبا، وبالتالي إنهاء الأزمة، رغم أن معظم التشريعات اقترح الخبراء تم في نهاية المطاف غير مسموح بها أو ببطلانه غير دستورية كما.

## خلفية

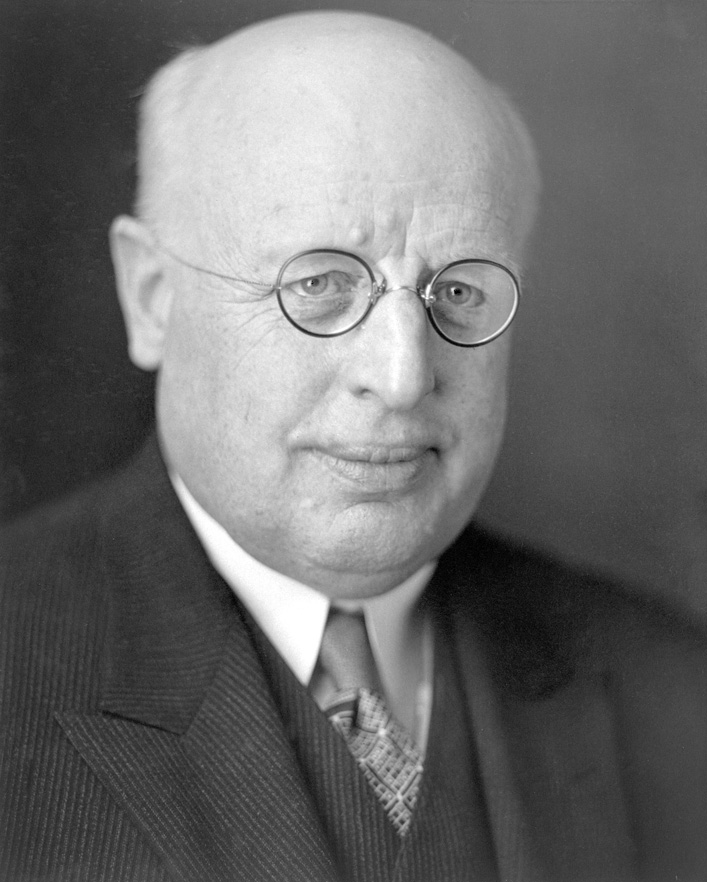
فاز ويليام أبرهارت في انتخابات ألبرتا عام 1935 بناءً على قوة دفاعه عن الائتمان الاجتماعي ، وهي نظرية اقتصادية قال إنها يمكن أن تعيد الرخاء إلى المقاطعة التي تعاني من الاكتئاب.

في خضم فترة الكساد الكبير، أصبح وليام أبارهارت، مدرس ومدرسة كالجاري، اعتنق نظرية اقتصادية بريطانية تسمى الائتمان الاجتماعي. اعتقادا منه أنه يمكن أن ينهي الكساد واستعادة الرخاء، بدأ الترويج له حول ألبرتا. عندما أثبتت حكومة المقاطعة مقاومتها لتبنيها، قررت أبرهارت تقديم مرشحي الائتمان الاجتماعي في انتخابات مجالس المحافظات لعام 1935. فاز هؤلاء المرشحون بـ 56 من 63 مقاطعة   المقاعد، وأصبح أبراهارت رئيس وزراء ألبرتا.
في الفترة التي تسبق الحملة، وعدت شركة ابرهارت بزيادة القوة الشرائية لـ ابرهارت من خلال توفير أرباح شهرية لجميع المواطنين في شكل «شهادات ائتمان» غير قابلة للتداول. في حين أنه لم يلتزم بأي مبلغ معين من الأرباح، فقد ذكر 20 دولارًا، ثم 25 دولارًا شهريًا كأرقام معقولة. على الرغم من أنه أشار إلى أن هذه الأرقام قد أعطيت «فقط لأغراض التوضيح»، إلا أنه كررها كثيرًا لدرجة أنه في تقييم مؤلفي سيرته الذاتية ديفيد إليوت وإيريس ميلر، «كان من المستحيل على أي مستمع منتظم عدم اكتساب الانطباع أن أبرهارت كان يعده بـ 25 دولارًا في الشهر إذا كان يجب أن يتولى الائتمان الاجتماعي السلطة».
كان أبرهارت في بعض الصراع مع CH Douglas ، المنشئ البريطاني للائتمان الاجتماعي. دوغلاس، مع تجنبه بجد لتعليق تعليق محدد على مقترحات ألبرتان،  قدمها إلى أمانة الائتمان الاجتماعي التابعة له للمراجعة؛ وجدت لهم أن تكون «خاطئة من البداية إلى النهاية.» 
بحلول نهاية عام 1936، لم تحقق حكومة أبهارت أي تقدم نحو الأرباح الموعودة، تاركة العديد من ألبرتس بخيبة أمل وإحباط. وشملت هذه ألبرتان بعض من MLAs الائتمان الاجتماعية الخاصة في أبراهارت، الذي تم انتخابه على وعد بتوزيع الأرباح وغاضبون من فشل Aberhart في المتابعة. شعر البعض منهم أنه على الرغم من أن فكرة الائتمان الاجتماعي كانت سليمة، إلا أن أبرهارت افتقر إلى فهم حقيقي لنظرية دوغلاس ولم يستطع تنفيذها. أراد هؤلاء MLAs دوغلاس أو شخص من منظمته البريطانية أن يأتي إلى ألبرتا والوفاء بوعود حملة أبرهارت. تم طرد أحد هؤلاء MLA ، صموئيل بارنز، من تجمع الائتمان الاجتماعي ومن رابطة الائتمان الاجتماعي للتعبير عن هذه الآراء.

## منشأ
في ديسمبر   في عام 1936، زار جون هارغريف، زعيم حزب الائتمان الاجتماعي لبريطانيا العظمى وأيرلندا الشمالية، ألبرتا. بينما كان قد تم تبرئته من قبل دوغلاس، ورأى العديد من MLAs بالإحباط مع أبرهارت هارغريف كمخلص لهم. عند وصوله إلى ألبرتا، التقى بأبرهارت ومجلس وزرائه، الذين أخبروه أن الدستور الكندي (الذي جعل المصرفية مسألة اختصاص فيدرالي، وليس اختصاصًا إقليميًا) يمثل عقبة أمام تقديم الائتمان الاجتماعي. اقترح Hargrave خطة لتنفيذ الائتمان الاجتماعي في ألبرتا. في حين أقر بأنه غير دستوري، فقد اعتقد أن الحكومة الفيدرالية لن تجرؤ على فرض اختصاصها في مواجهة الدعم الشعبي الواسع للائتمان الاجتماعي. بعد أن قدم خطته إلى مجموعة من MLAs الائتمانية الاجتماعية، بدأت وسائل الإعلام في الإبلاغ عن أن ابرهارت يعتزم تطبيق مجموعة جذرية وغير دستورية من القوانين. نبذ أبراهارت على الفور أي «نية للتشريع الصارم»، وبعد دراسة خطة هارغريف، أعلن أنه لا هو ولا حكومته أيدوها.

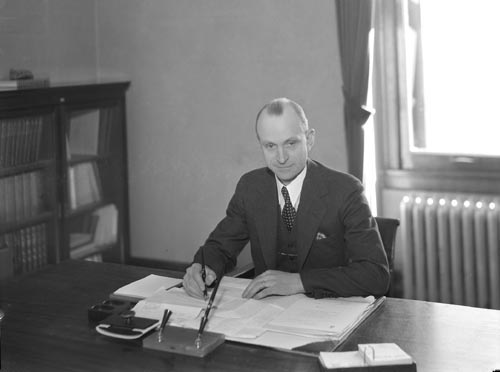
كانت استقالة وزير الخزانة الإقليمي تشارلز كوكروفت في يناير 1937 من بين أول أدلة الجمهور التي لم يكن كل شيء جيدًا في حكومة أبراهارت.

على الرغم من هذا البيان، دعا تجمع الائتمان الاجتماعي Hargrave إلى شرح خطته، وهو ما فعله لموافقة العديد من أعضاء التجمع. أشار المدعي العام جون هويل إلى أن الخطة كانت غير دستورية، حيث أجاب هارغريف بأنه «غير مهتم بالحجج القانونية». بعد أسبوعين، غادر هارغريف المقاطعة، وأخبر الصحافة أنه «وجد أنه من المستحيل التعاون مع حكومة تعتبر [مجرد] آلة متذبذبة». في هذه الرسالة، وجد بعض أصحاب الامتيازات تأكيدات على مخاوفهم بشأن أبراهارت. مجموعة منهم، تم الإبلاغ عن ترقيمهم في أي مكان من خمسة («سرعان ما انضم إليهم ثمانية أو عشرة آخرون»)  إلى 22،  بدأت في عقد اجتماعات في فندق كورونا في إدمونتون، كما يضع براين برينان ذلك، «مؤامرة سقوط أبرهارت». يُعرّف برينان قائدهم باسم هاري نولتون براون من بيمبينا،  حين يعين تي سي بيرن أسماء رونالد أنسلي وجوزيف أونوين وألبرت بلو.
ومما زاد الطين بلة لأبرهارت، استقال وزير الأراضي والمناجم تشارلز كاثمير روس في أواخر عام 1936، تلاه وزير الخزانة الإقليمي تشارلز كوكروفت في يناير   29، 1937. لا علاقة لاستقالة الوزير مباشرة بشكاوى المنشقين: استقال روس بسبب خلافات مع أبرهارت بشأن سياسة النفط،  حين ترك كوكروفت مزيجًا من سوء الحالة الصحية،  اشتباكات مع أبرهارت بشأن مسألة قرض من الحكومة الفيدرالية المجلس،  سياسات الاستثمار الحكومية، ونهج أبرهارت للرعاية. ومع ذلك، كانت الاستقالات أول دليل للجمهور على المعارضة في صفوف الائتمان الاجتماعي. وأعقب استقالة Cockroft استقالة نائبه، ج. ف. بيرسيفال، وكانت هناك شائعات بأن هوجيل ووزير الزراعة والتجارة والصناعة سوف يتبعهما ويليام شانت قريبًا. غادر وزير الصحة والاس وارين كروس، ووزير الأشغال العامة والسكك الحديدية والهواتف ويليام فالو، ووزير المقاطعة إرنست مانينغ كوزيرين مخلصين بلا منازع لأبرهارت، وكان مانينغ بعيدًا عن السلطة التشريعية، وكان مصابًا بالسل. في فبراير   19، وجه ويليام كارلوس آيفز من المحكمة العليا في ألبرتا ضربة أخرى للحكومة عندما ألغى التشريعات المحلية الرئيسية، بما في ذلك قانون واحد خفض الفائدة المدفوعة على سندات المقاطعة بمقدار النصف  (على الرغم من أن هذا لم يكن سوى هزيمة فنية، لأن كانت الحكومة تتخلف عن سداد مدفوعاتها منذ أبريل الماضي).
في 25 فبراير، افتتحت جلسة جديدة للمجلس التشريعي بخطاب من العرش ألقاه رئيس المحكمة هوراس هارفي في غياب الملازم فيليب بريمروز. اقتصر التزامها بالائتمان الاجتماعي على وعد غامض الصياغة باتباع «نظام اقتصادي جديد عندما يصبح الائتمان الاجتماعي ساري المفعول». بعد ثلاثة أيام، في برنامجه الإذاعي الأسبوعي، أقر Aberhart بأنه لم يكن قادرًا على تنفيذ الأرباح الشهرية خلال فترة الثمانية عشر شهرًا التي حددها كموعد نهائي له، وطلب من رؤساء جمعيات دائرة الائتمان الاجتماعي عقد اجتماعات لجميع أعضاء الائتمان الاجتماعي أن يقرر ما إذا كان يجب أن يستقيل. واقترح، في ضوء ظروف الطرق الربيعية السيئة في المناطق الريفية، تأجيل هذه الاجتماعات حتى أوائل يونيو، والتي سيظل خلالها في منصبه.

## فتح المعارضة
اعترضت وسائل الإعلام على خطة ابرهارت لوضع مستقبل حكومته في أيدي 10 ٪ من ألبرتانز الذين كانوا أعضاء في ائتمان اجتماعي؛ دعا كالجاري هيرالد إلى انتخابات فورية. بالنسبة للعديد من أصحاب الامتيازات الائتمانية الاجتماعية، كانت جريمة أبراهارت الكبرى هي تجاوزهم، ممثلو الشعب المنتخبون. كان هذا مزعجًا بشكل خاص بالنظر إلى الفلسفة السياسية للائتمان الاجتماعي، والتي فضلت الحكم التكنوقراطي واعتبرت أن الوظيفة الشرعية الوحيدة للممثلين المنتخبين هي توجيه الرغبة العامة؛ من خلال التماس مباشر لأعضاء الائتمان الاجتماعي، بدا أن أبراهارت يحرم أصحاب الامتيازات من هذا الدور. في المجلس التشريعي، دعا زعيم المحافظين ديفيد دوجان إلى استقالة أبرهارت. في خطوة وصفها برينان بالصدمة للجمعية، أقر دعوته ألبرت بلو، رئيس بنك الائتمان الاجتماعي.
في 11 مارس  أو 12،  استبدال كوكرفت بصفته أمين الخزانة الإقليمي، Solon Low ، قدم ميزانية الحكومة. لم يتضمن أي تطبيق للائتمان الاجتماعي، وهاجمته أحزاب المعارضة كـ «الميزانية الافتراضية»  ومن قبل الدائنين الاجتماعيين المتمردين كـ «ميزانية مصرفي» (إهانة قاسية نظرًا إلى رؤية الائتمان الاجتماعي الخافتة للقطاع المصرفي). قام رونالد أنسلي على الفور بمهاجمته على أنه «لا يحتوي على عنصر واحد يشبه الائتمان الاجتماعي عن بُعد». بلو، مرددًا مرة أخرى دوجان، هدد في 16 مارس بالتصويت ضد مشروع قانون الإمداد المؤقت للحكومة، والذي ستخضع هزيمته، بموجب اتفاقيات نظام ويستمنستر البرلماني، لاستقالة الحكومة. رداً على ذلك، امتدح أبراهارت شجاعة بلو في التعبير عن رأيه، ووصفه بأنه «مؤهل اجتماعي يستحق».

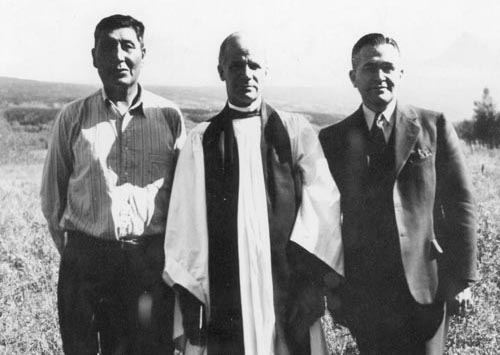
كانت ميزانية Solon Low (إلى اليمين ، التي تم تصويرها هنا مع Chief Joe Bullshield و Archdeacon SH Middleton) ، والتي شملت "ليس عنصرًا واحدًا يشبه حتى الائتمان الاجتماعي" ، هي المحفز لقرار المتمردين بنشر استياءهم.

فوجئ المتمردون برفض أبراهارت الانخراط في صراع مفتوح، احتاجوا إلى وقت لإعادة تقييم استراتيجيتهم. لقد حصلوا على هذا الوقت عندما، في مارس   17، توفي اللفتنانت الحاكم بريمروز، مما استلزم تأجيله لمدة خمسة أيام بينما اختارت الحكومة الفيدرالية بديلاً. عندما انعقدت الهيئة التشريعية في 22 مارس  أو 23 مارس،  تم إعاقة المعارضين ضد الميزانية. افتتح ألبرت بورسييه النقاش، وتلاه، من بين أمور أخرى، إديث روجرز، أنسلي، وويلسون كين . في مارس   24، هاري هاري نولتون براون تأجيل التأجيل، الذي أجري على اعتراضات الحكومة بتصويت من 27 إلى 25. على الرغم من أن المتمردين اعتبروا هذا تصويتًا على عدم الثقة في حكومة أبرهارت، إلا أنه رفض الاستقالة. ومع ذلك، أقر بأنه سيفعل ذلك إذا تم هزيمة الميزانية نفسها.

## التتويج واستدعاء التماس
على الرغم من أن الجزء الأكبر من التمرد وقع في وحول الهيئة التشريعية حول مسألة الائتمان الاجتماعي والسياسة المالية الحكومية، كانت أبرهارت تتعرض للهجوم أيضًا على جبهات أخرى. تمت دعوته لحضور تتويج الملك جورج السادس والملكة إليزابيث، المقرر عقدهما في شهر مايو   1937 في لندن، وخطط للذهاب. تعرض دوغلاس، الذي تحدى من قبل هارغريف لقيادة حركة الائتمان الاجتماعي وتتعرض للهجوم من قبل بعض أتباعه بسبب عدم تعاونه مع أول حكومة ائتمانية اجتماعية في العالم، لاستضافة أبارهارت، وكان أحد أعضاء أمانة الائتمان الاجتماعي في دوغلاس يخطط جولة يتحدث لأبرهارت. في نفس الخطاب الذي هدد فيه بإسقاط الحكومة بناءً على اقتراح التوريد، هاجم بلو الرحلة كإسراف لا يمكن أن تتحمله ألبرتا التي تعاني من الاكتئاب. في مواجهة التمرد السياسي في الداخل، قرر أبراهارت على مضض في نهاية مارس إلغاء رحلته، مدعيا بشكل غير دقيق أنه لم يقرر قط المغادرة.
مثل هذا التراجع لم يكن خيارًا في مواجهة متاعب أبرهارت الأخرى. كان أحد وعود الائتمان الاجتماعي لعام 1935 هو تقديم استدعاء لـ MLAs ، والتي تم تنفيذها من خلال أول قانون تشريعي. مع انخفاض شعبية أبهارت، استفاد سكان بلدة أوكوتوكس - هاي ريفر، حيث انتخب في انتخابات فرعية بعد فترة وجيزة من الانتخابات العامة (التي لم يخوضها)، من التشريع. في ابريل   9 تم التصديق على التماسهم من قبل جمعية دائرة الائتمان الاجتماعي التابعة للركوب،  وبحلول الخريف، جمعت توقيعات الثلثين المطلوبة من الناخبين. ردا على ذلك ، ألغى الدائنون الاجتماعيون قانون الاستدعاء بأثر رجعي إلى تاريخه الأصلي ؛ ادعى أبهارت أن شركات النفط الناشطة في رحلته قد أرهبت عمالها على توقيع العريضة ،  وأن بعض الموقعين قد انتقلوا إلى المنطقة للتوقيع على وجه التحديد.

## المناورة والتفاوض
في مارس   29، في أعقاب انتصار المتمردين على اقتراح تأجيل براون ، أعطى أبرهارت إشعار الإغلاق على مناقشة الميزانية. بعد أن أدرك متأخراً أن هذه الخطوة قد تخاطر بحكومته في تصويت بأنه قد يخسره جيدًا ، أعلن بعد ذلك أنه سيطلب موافقة المجلس التشريعي على سحب اقتراح الإغلاق ونقل اقتراح إمداد مؤقت بدلاً من ذلك. تم رفض الموافقة بالإجماع اللازمة لسحب طلب الإغلاق ، وتم رفض الاقتراح نفسه. في ذلك المساء ، تفاوض أبراهارت مع المتمردين لمدة أربع ساعات حتى يتم قبول حل وسط: سوف يدعم المتمردون مشروع قانون الإمداد ، في مقابل أن يعرض مجلس الوزراء مشروع قانون يعدل قانون تدابير الائتمان الاجتماعي لتأسيس مجلس من MLAs مخولة بتعيين لجنة من «الخبراء» لتنفيذ الائتمان الاجتماعي.
في مارس   تبقى 31 المتمردون من جانبهم الاتفاق من خلال السماح للقانون العرض لتمريرها في القراءة الثانية والميزانية التي رفعت لمدة تسعين يوما. ومع ذلك ، عندما قدم مجلس الوزراء مشروع القانون الموعود به ، ادعى المتمردون أنه لم يكن على النحو المتفق عليه ورفض دعمه. بدلاً من ذلك ، طالبوا باستقالة أبراهارت وأعلنوا أنهم على استعداد لتولي الحكومة في غضون 24 عامًا   ساعات. طرح وفد هذا الطلب على ابرهارت في مساء مارس   31؛ وفقا لهم ، وافق على الاستقالة إذا سمحوا فاتورة العرض لتمرير القراءة الثالثة. لقد فعلوا ذلك ، لكن أبراهارت أنكر أنه وافق على الاستقالة ورفض القيام بذلك ما لم يهزم في الانتخابات العامة. أراد المتمردون ، الذين يشعرون بالقلق من القوى الخطابية لأبرهارت والوصول إلى برنامجه الإذاعي الأسبوعي ، تجنب إجراء انتخابات. ومع ذلك ، فقد رفضوا التماسًا من Low لرفع رواتبهم مقابل الجلسة بمبلغ 200 دولار ، واعتبروه رشوة.
في 8 أبريل  أو 12،  استسلمت الحكومة. قدم قانون الائتمان الاجتماعي في ألبرتا لو ما أراده المتمردون ، بما في ذلك إنشاء «ائتمان ألبرتا» بمبلغ «القدرة غير المستخدمة للصناعات وشعب ألبرتا لإنتاج السلع والخدمات المطلوبة»، وإنشاء «منازل الائتمان» لتوزيعها هذا الائتمان ، وإنشاء مجلس الائتمان الاجتماعي. تم إقرار مشروع القانون ، وتم تهدئة المتمردين ، على الرغم من أن براون حذر خلال جولة تحدث عبر المقاطعات من أنهم عازمون على تنفيذ الائتمان الاجتماعي ، و «إذا حصل أي شخص في طريقنا ، فسوف يواجه مشكلة   ... يجب أن نختار بين المبادئ والحزب ، وبين الائتمان الاجتماعي ورئيس الوزراء أبراهارت.» 

## مجلس الائتمان الاجتماعي والعمولة
يتألف مجلس الائتمان الاجتماعي من خمسة خبراء. كان إينسورجنت جلينفيل ماكلشلان رئيسًا له ، وكان فلود بيكر الموالي لأبرهارت أمينًا. أما الأعضاء الثلاثة الآخرون فهم المتمردون سيلمر بيرج وجيمس ماكفرسون ووليام هايس.  تم تفويض مجلس الإدارة بتعيين لجنة من ثلاثة إلى خمسة خبراء لتنفيذ الائتمان الاجتماعي ؛ كانت اللجنة مسؤولة أمام المجلس.

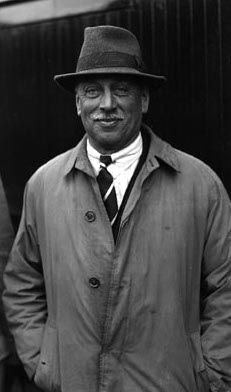
أعرب مجلس الائتمان الاجتماعي عن أمله في أن تأتي CH Douglas إلى ألبرتا لتعمل كمستشار خبير لها. بينما رفض دوغلاس المجيء إلى نفسه ، أرسل اثنين من مساعديه.

اتخذ المؤرخون مناهج مختلفة لتحليل تأثير المجلس على الحكم البرلماني التقليدي في وستمنستر. أكد سي بي ماكفيرسون «إلى أي مدى تنازل مجلس الوزراء لصالح مجلس يتألف من عدد قليل من الأعضاء الخاصين في الهيئة التشريعية»،  يوافق بيرن على أنه «في بعض النواحي ، فإن الصلاحيات الممنوحة للمجلس حلت محل سلطات المجلس التنفيذي. المجلس» ولكن يلاحظ أنه«تم السماح لأبرهارت بمواصلة العمليات الحكومية العادية.»  يتبع إليوت وميلر مقاربة مماثلة لنهج ماكفيرسون ، مما يشير إلى أن «أبرهارت وحكومته   ... كانوا في موقف ، غريب في نظام حكومة مجلس الوزراء ، من أن يحكموا في مسألة السياسة الاقتصادية من قبل مجلس من أعضاء القطاع الخاص سيكون تحت تأثير» خبراء«الائتمان الاجتماعي.»  لا يوافق بر ، بحجة أن مجلس الإدارة «لا يزال تحت سيطرة مجلس الوزراء»، وأشار إلى أن «مجلس الوزراء قد ترك للسلطة»، من خلال موقعه المتميز في إصدار التشريعات ، «لاستكمال أو تغيير أحكام ائتمان ألبرتا الاجتماعي الفعل» بموجب شروط تم تشكيل مجلس الإدارة.
بغض النظر عن التأثير النسبي لمجلس الإدارة ومجلس الوزراء ، فقد تبرأ الأخير من أي ملكية للفعل الذي أنشأ السابق. على الرغم من أنه كان مشروع قانون حكومي ، برعاية سولون لو ، أوضح أمين الخزانة الإقليمي أنه لا يتحمل أي مسؤولية عنه ، حيث وضعته لجنة من المتمردين «دون تدخل من مجلس الوزراء». على الرغم من أن بعض المتمردين اشتكوا من أن نسخة مشروع القانون التي قدمتها الحكومة كانت مختلفة عن تلك التي صاغتها اللجنة ، أصر ماكلاتشلان على أنه لم تحدث أي تغييرات جوهرية. تم إقرار مشروع القانون في 13 أبريل ، ورفعت الهيئة التشريعية في اليوم التالي.
بعد ذلك مباشرة ، دعا ماكلاتشلان دوغلاس للمجيء إلى ألبرتا وتولى رئاسة لجنة الخبراء. اقترح دوغلاس أن يحضر ماكلاتشلان إلى لندن لمناقشة الأمر ؛ غادر ماكلاتشلان أبريل   29، وصل إلى لندن مايو   9، وشرع في مقابلة دوغلاس في نزل الصيد. رفض دوغلاس المجيء إلى ألبرتا بنفسه ، لكنه قدم اثنين من «الخبراء» الذين تم تكليف مجلس الإدارة بالعثور عليهم. الأول كان LD بيرن ، الذي كان يعمل في مجال التأمين ، وكان خبيرًا في الائتمان الاجتماعي ، وتم تعيينه للقيام بمعظم الأعمال الفنية. والثاني ، بائع الإطارات جورج فريدريك باول ، كان من المتوقع أن يتعامل مع العلاقات العامة للجنة. وصل باول إلى إدمونتون في 10 يونيو مع ماكلاتشلان ، في حين تبعه بايرن بعد عدة أسابيع.
بينما كان ماكلاتشلان في إنجلترا يجد خبرائه ، استمرت الخلاف في ألبرتا. أقال أبراهارت وليام شانت ، وهو دوغلاسيت معروف ، من مجلس وزرائه بعد أن رفض الاستقالة. اتهم الجانبان بعضهما البعض بالخضوع للقطاع المصرفي ، العدو اللدود لرابطة الائتمان الاجتماعي. سافر بيكر ، المخلص الوحيد لأبرهارت ، إلى المقاطعة للدفاع عن رئيس وزرائه ؛ في واحد 4000   شخص يجتمع في كالجاري ، كان يصرخ من قبل أنصار غاضبين من التمرد. تم توزيع عريضة تطالب باستقالة أبرهارت بين أصحاب الأعمال الخلفية ، وأثبتت أنها مصنع من قبل مجلس الوزراء لاختبار ولاء MLAs. ظاهريًا ، أظهر الدائنون الاجتماعيون جبهة موحدة أثناء انتظارهم للخبراء الموعدين ؛ في أول تصويت مسجل بعد انعقاد الهيئة التشريعية في يونيو   7، صوت جميع المتمردين الحاضرين مع الحكومة ، رغم أن 13 غائبين.
كان أحد الإجراءات الأولى التي اتخذها باول بشأن الوصول إلى إدمونتون هو إعداد "تعهد بالولاء" يُلزم الموقعين عليه "بدعم مجلس الائتمان الاجتماعي وفنييه". تم توقيع معظم اتفاقيات الائتمان الاجتماعي متعدد الأطراف ، والستة الذين لم يكتبوا إلى باول يؤكدون له ولائهم لأهداف دوغلاس  (على الرغم من أن واحدًا ، أمين الخزانة الإقليمي السابق كوكروفت ، غادر لاحقًا اتحاد الائتمان الاجتماعي وسعى دون جدوى لإعادة انتخابه كـ التقدمي المستقل "). كان التمرد قد انتهى.

## نهاية الثورة
أعد بيرن وباول ثلاثة قوانين لتنفيذ الائتمان الاجتماعي: قانون تنظيم ائتمان ألبرتا ، وقانون الحقوق المدنية لموظفي البنك ، وقانون تعديل قانون القضاء . الأولى تطلب من جميع المصرفيين الحصول على ترخيص من لجنة الائتمان الاجتماعي وإنشاء مديرية للسيطرة على كل بنك ، يتم تعيين معظم الأعضاء من قبل مجلس الائتمان الاجتماعي. الثاني يمنع البنوك غير المرخصة وموظفيها من رفع دعاوى مدنية. ومنع الثالث أي شخص من الطعن في دستورية قوانين ألبرتا في المحكمة دون الحصول على موافقة من الحاكم في المجلس . جميع الافعال الثلاثة مرت بسرعة. طلب الملازم الجديد ، جون سي بوين، منح الموافقة الملكية، الاتصال بأبرهارت والنائب العام هوغل إلى مكتبه. سأل هوغل عما إذا كان ، كمحام ، يعتقد أن القوانين المقترحة دستورية ؛ أجاب هوغل أنه لم يفعل. قال أبراهارت إنه سيتولى مسؤولية الفواتير ، التي وقّعها بوين بعد ذلك. أثناء مغادرتهم للاجتماع ، طلب أبراهارت من هوغيل استقالته ، والتي تلقاها. بعد فترة وجيزة ، رفضت الحكومة الفيدرالية جميع هذه الأعمال الثلاثة. لم يكن باول محبطًا ، قائلاً إن الأفعال «قد وضعت بشكل أساسي لتظهر لأهل ألبرتا أعداءهم الحقيقيين ، وفي هذا الصدد نجحوا بشكل مثير للإعجاب».

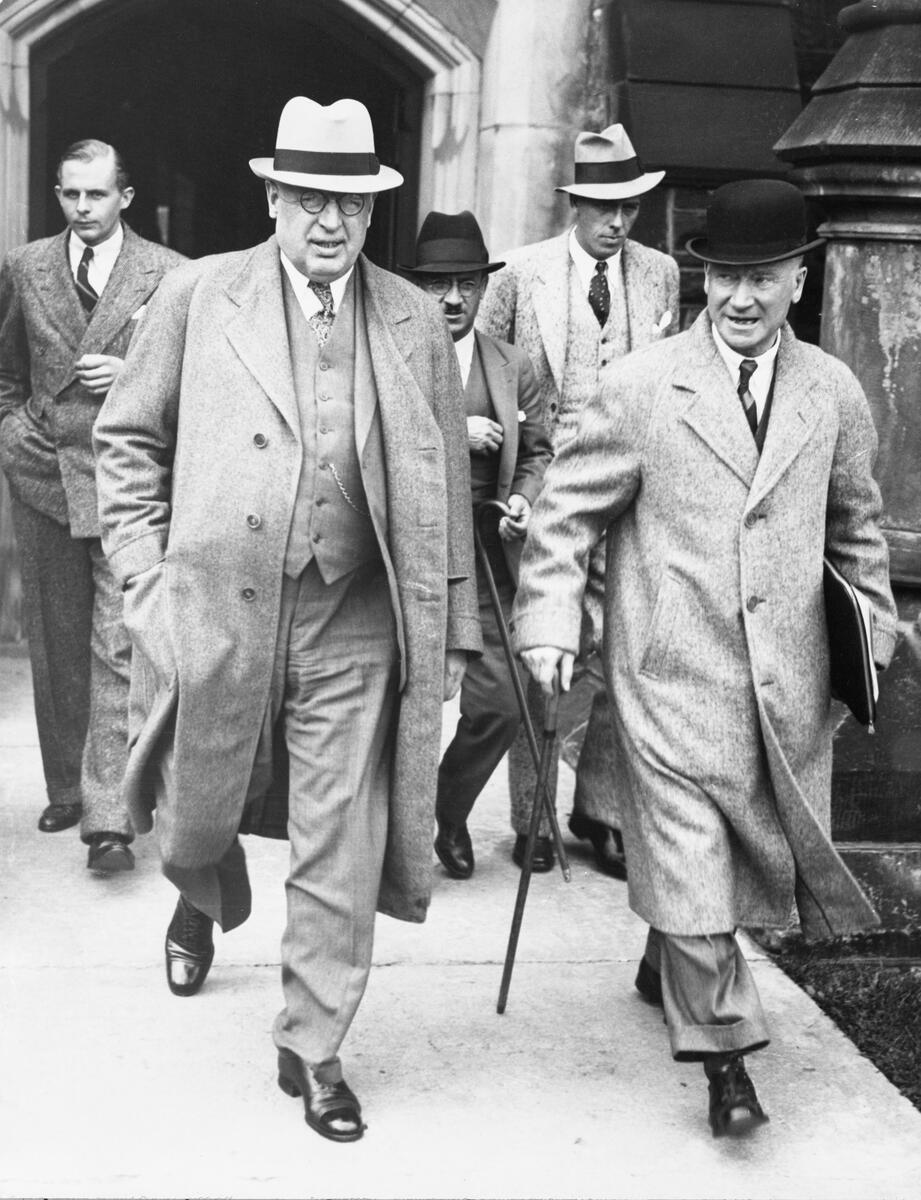
اعتبر تقييم جون هوجيل (اليمين) الصادق لدستورية تشريع الحكومة من جانب أبرهارت (يسار) أنه عصيان ؛ طلب وتلقى استقالة هيجل في أغسطس 1937.

بعد فترة وجيزة من تقديم الفواتير ، تم إخضاع MLAs للائتمان الاجتماعي لتعهد ولاء جديد ، حيث قام هذا بتحويل هدف ولائهم من مجلس الائتمان الاجتماعي إلى مجلس الوزراء. ستة من MLAs - بما في ذلك وزراء الحكومة السابقون Chant وكوكروفت و Ross  رفض التوقيع ، وتم طردهم من التجمع.
في الخريف ، أعاد ارهارت عرض الأعمال الثلاثة غير المسموح بها في شكل متغير ، إلى جانب فعلين جديدين. زاد قانون الضرائب البنكية من الضرائب على البنوك بنسبة 2.230٪ ، في حين منح قانون الأخبار والمعلومات الدقيق رئيس مجلس الائتمان الاجتماعي عددًا من الصلاحيات على الصحف ، بما في ذلك الحق في إلزامهم بنشر "أي بيان"   ... التي لها غرضها تصحيح أو تضخيم أي بيان يتعلق بأي سياسة أو نشاط للحكومة أو المقاطعة "ويطلب منهم تقديم أسماء المصادر. كما أذنت لمجلس الوزراء بحظر نشر أي صحيفة أو أي مقال لكاتب معين أو أي مقال يستخدم مصدرًا معينًا. احتفظ بوين بالموافقة على مشاريع القوانين حتى تتمكن المحكمة العليا في كندا من التعليق عليها ؛ كانت جميعها غير دستورية في مرجع إعادة قوانين ألبرتا.
خلال جلسة الخريف التي تم فيها اقتراح مشاريع القوانين المخالفة ، داهمت الشرطة مكتبًا في إدمنتون تابع لرابطة الائتمان الاجتماعي وصادرت 4000   نسخًا من كتيب يسمى "The Bankers 'Toadies "، والذي حث قراءه على ما يلي: «طفلي ، يجب ألا تقول أبدًا أشياء قاسية أو غير لطيفة عن Toadies من Bankers. لقد صنع الله الثعابين والرخويات والقواقع وغيرها من الأشياء الزاحفة والخائنة والسامة. لذلك ، لا تسيء معاملتهم أبدًا - فقط قم بإبادة هم!» كما تضمن المنشور ثمانية من الأعداء المزعومين ، بمن فيهم زعيم المحافظين دوغان ، والنائب العام السابق جون ليمبورن ، والسيناتور ويليام أنتروبوس جريسباخ . واتهم باول والائتمان الاجتماعي سوط جو أونوين مع التشهير الجنائي ومحامي القتل. وكلاهما أدين بالتهمة السابقة. حُكم على أونوين بالسجن لمدة ثلاثة أشهر. حُكم على باول بالسجن ستة أشهر وتم ترحيله.
أعيد انتخاب حكومة أبراهارت في انتخابات عام 1940 بأغلبية مخفضة من 36 من 63 مقعدا. وكان من بين شاغلي المنصب هزيمة الزعيم المنشق براون ،  المدان أونوين ،  بارنز المُطرد ،  وخزينة الخزانة الإقليمية. فاز أبراهارت بإعادة انتخابه بالترشح في كالجاري ؛  استبداله كمرشح ائتماني اجتماعي في Okotoks-High River بشدة. توفي Aberhart في عام 1943 وحل محله رئيس الوزراء Ernest Manning ، الذي قاد رابطة الائتمان الاجتماعي في اتجاه أكثر تحفظية وتقليدية حتى تقاعده عام 1968.
على الرغم من أن عدم قبول الفواتير المصرفية يضع حداً لأي فرصة حقيقية لتنفيذ الائتمان الاجتماعي على مستوى المقاطعة ، فقد استمر مجلس الائتمان الاجتماعي حتى عام 1948، عندما تم حله استجابةً لعدد من تصريحاته المعادية للسامية واقتراحه يتم إلغاء الاقتراع السري والأحزاب السياسية.